# Římskokatolická farnost Bezno
Římskokatolická farnost Bezno (lat. Bezna) je církevní správní jednotka sdružující římské katolíky na území městyse Bezno a v jeho okolí. Organizačně spadá do mladoboleslavského vikariátu, který je jedním z deseti vikariátů litoměřické diecéze. Centrem farnosti je kostel svatého Petra a Pavla v Bezně.

## Historie farnosti
Datum založení středověké farnosti (plebánie) není známo. Tato stará farnost zanikla za husitských válek. Po skončení třicetileté války byla farnost obnovena. Matriky jsou zachovány od roku 1650. Farnost je ve 21. století spravována excurrendo z farního obvodu (kolatury) farnosti – arciděkanství Mladá Boleslav, jehož součástí je i farnost Bezno.

### Duchovní správcové vedoucí farnost
Začátek působnosti jmenovaného v duchovní správě farnosti od:
- 1369   Adamus
- 1374   Andreas
- 1423   Nicolaus
- – 1660 Georgius Adalbertus Aster
- 1671   Petrus Ignat. Macholt

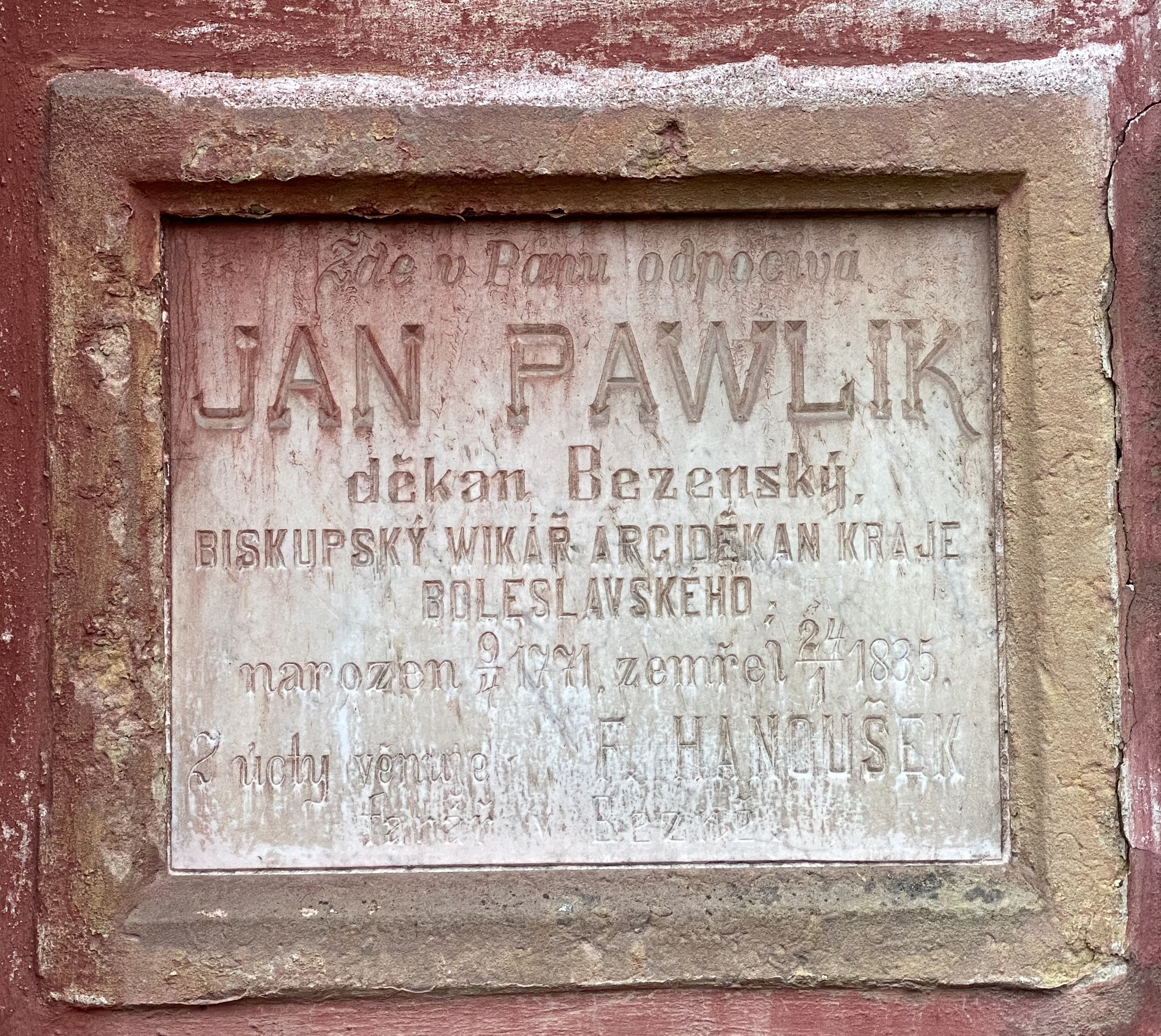
R.D. Jan Pawlik, děkan v Bezně, náhrobní deska na kostele

- 1678   Fridericus Adalb. Strážovský
- 1680   Joannes Anton. Wokaun
- 1723   Josephus Hajek
- 1724   Franciscus J. Špatný
- 1765   Franc. Anton. Haslauer de Haslau, † 24. 12. 1788
- 1788   Jos. Petr. Wencesl. Dietrich von Lilienthal, n. 1763, † 1823
- 1801   Anton. Preitenberger, † 15. 11. 1817
- 1819   Jan Pawlik, n. 9. 4. 1771 Prag, o. 21. 4. 1794, † 24. 1. 1835
- 1836   Joann. Geržabek, n. 29. 1. 1797 Teinic., o. 24. 8. 1821, † 14. 5. 1871
- 1872   Joann. Nep. Hruša, n. 11. 3. 1815 Branžes, o. 3. 8. 1840, † 27. 6. 1889
- 1890   par. vacat, admin. int. Jos. Švejcar
- 1891   Jos. Švejcar, n. 1. 11. 1844 Kly, o. 20.7. 1869, † 21. 5. 1919
- 1909   par. vacat, admin. int. Felix Hanoušek
- 1910   Felix Hanoušek, n. 21. 5. 1870 Neobolesl., o. 9. 10. 1892, † 16. 8. 1943
- 1921   par. vacat, admin. int. Joann. Klouček
- 1921   Joann. Čapek, n. 28. 12. 1859 Semonice, o. 15. 7. 1883, † 17. 4. 1930
- 1. 11. 1930 Franc. Urban, n. 3. 9. 1888 Markvartice, o. 14. 7. 1912, † 20. 3. 1968
- 1. 9.   1961 František Procházka
- 1. 5.   1978 Pavel Michal
- 1. 10. 1979 Peter Kothaj
- 15. 9. 1980 Jan Štrumfa, admin. exc. ze Strenic
- 1. 3.   2005 Peter Kothaj
- 15. 9. 2006 Józef Szeliga, admin. exc. z Mladé Boleslavi
- 15. 4. 2010 Pavol Poláček, admin. exc. z Mladé Boleslavi[5]

Kromě kněží stojících v čele farnosti, působili ve farnosti v průběhu její historie i jiní kněží. Většinou pracovali jako farní vikáři, kaplani, katecheté, výpomocní duchovní aj.

## Území farnosti
Do farnosti náleží území obce:
- Bezno (Besno,[6] Bezno[7])[p 2]
- Doubravička (Klein Doubrawitz)[p 2]
- Malé Všelisy (Klein Wschelis)[p 2]
- Nemyslovice (Nemeslowitz)[p 2]
- Sovínky (Sowinek)[p 2]
- Velké Všelisy (Groß Wschelis)[p 2]

## Římskokatolické sakrální stavby a místa kultu na území farnosti
| | Fotografie     | Stavba                          | Místo          | Bohoslužby                      | Zeměpisné souřadnice                                                         | Status                     | Číslo kulturní památky                       |
| Kostel a kaple | Kostel a kaple | Kostel a kaple                  | Kostel a kaple | Kostel a kaple                  | Kostel a kaple                                                               | Kostel a kaple             | Kostel a kaple                               |
| --- | -------------- | ------------------------------- | -------------- | ------------------------------- | ---------------------------------------------------------------------------- | -------------------------- | -------------------------------------------- |
| 1. |                | Kostel sv. Petra a Pavla        | Bezno          | bližší informace o bohoslužbách | střed obce, Bezno 50°22′3″ s. š., 14°47′45″ v. d.                            | farní kostel               | 24232/2-1484 (Pk•MIS•Sez•Obr•WD) (Q19970489) |
| 2. |                | Kaple sv. Václava               | Malé Všelisy   | bližší informace o bohoslužbách | náves 50°23′4″ s. š., 14°44′54″ v. d.                                        | kaple                      | —                                            |
| 3. |                | Hřbitovní kaple                 | Bezno          | bohoslužby příležitostně        | Mělnická ulice 50°21′47″ s. š., 14°47′38″ v. d.                              | obecní pohřební kaple      | —                                            |
| Fara |                |                                 |                |                                 |                                                                              |                            |                                              |
| 4. |                | Fara                            | Bezno          | —                               | Šmerhovská 78, Bezno 50°22′3″ s. š., 14°47′41″ v. d.                         | bývalé sídlo farního úřadu | 36822/2-1487 (Pk•MIS•Sez•Obr•WD) (Q37006230) |
| Venkovní kříže a sochy |                |                                 |                |                                 |                                                                              |                            |                                              |
| 5. |                | Krucifix                        | Sovínky        | bohoslužby příležitostně        | náves 50°22′21″ s. š., 14°47′11″ v. d.                                       | obecní kříž                | —                                            |
| 6. |                | Socha sv. Jana Nepomuckého      | Bezno          | bohoslužby příležitostně        | při čp. 11, Bezno 50°22′9″ s. š., 14°47′41″ v. d.                            | socha světce               | 30431/2-1493 (Pk•MIS•Sez•Obr•WD) (Q37006194) |
| 7. |                | Socha sv. Judy Tadeáše apoštola | Bezno          | bohoslužby příležitostně        | jižní část návsi, Bezno 50°22′ s. š., 14°47′39″ v. d.                        | socha světce               | 37656/2-1490 (Pk•MIS•Sez•Obr•WD) (Q37006250) |
| 8. |                | Socha sv. Notburgy              | Bezno          | bohoslužby příležitostně        | Šmerhovská, u čp. 97, Bezno 50°22′9″ s. š., 14°47′35″ v. d.                  | socha světice              | 15132/2-1492 (Pk•MIS•Sez•Obr•WD) (Q37006268) |
| 9. |                | Socha sv. Vojtěcha              | Bezno          | bohoslužby příležitostně        | jižní část obce, silnice k Chotětovu, Bezno 50°21′54″ s. š., 14°47′37″ v. d. | socha světce               | 17113/2-1494 (Pk•MIS•Sez•Obr•WD) (Q37006287) |
| Některé drobné sakrální stavby a pamětihodnosti lze dohledat zde v databázi Drobné sakrální památky Zaniklé sakrální stavby lze dohledat zde v databázi Poškozené a zničené kostely, kaple a synagogy v České republice |                |                                 |                |                                 |                                                                              |                            |                                              |

Ve farnosti se mohou nacházet i další drobné sakrální stavby, místa římskokatolického kultu a pamětihodnosti, které neobsahuje tato tabulka.